# 斯凱夫山脈
75°6′S 65°8′W / 75.100°S 65.133°W
斯凱夫山脈（英語：Scaife Mountains）是南極洲的山脈，位於普雷恩半島（Prehn Peninsula）以西的南極半島，兩旁分別是凱徹姆冰川（Ketchum Glacier）和Ueda冰川，高山有布倫代奇山（Mount Brundage）和特爾維勒哲山（Mount Terwileger）。